# Ибрагимово (Баймакский район)
Ибрагимово (Куктуба) (баш. Ибраһим ауылы; Күктүбә ауылы) — упразднённая в 1986 году деревня Ишмухаметовского сельсовета Баймакского района Башкирской АССР.

## Топоним
Деревня названа в честь первопоселенца и урядника Ибрагима Юсупова (1757 г.р.). Деревня имело второе название — Куктуба.

## История
Основан в 1850 г. башкирами деревни Аптикаево 4-го башкирского кантона Верхнеуральского уезда Оренбургской губернии.
В октябре 1981 г. из населённого пункта выехали последние жители Муртазины, в связи со смертью главы большого семейства Муртазина Фитрата Файзулловича.
Исключён из учётных данных Указом Президиума ВС Башкирской АССР от 12.12.1986 № 6-2/396 «Об исключении из учётных данных некоторых населённых пунктов»)

### Административно-территориальная принадлежность
В 1859 г. — в составе Тлявкабыловского сельского общества 10-й юрты 4-го башкирского кантона Верхнеуральского уезда Оренбургской губернии
в 1866 г. — в составе Тлявкабыловского сельского общества 1-й Бурзянской волости Верхнеуральского уезда Оренбургской губернии,
в 1885—1901 гг. — в составе 1-й Бурзянской волости Орского уезда Оренбургской губернии,
в 1907—1917 гг. — в составе Бурзяно-Таналыкской волости Орского уезда Оренбургской губернии,
декабрь 1917 г. — 20 марта 1919 г — в составе Бурзян-Таналыкской волости Бурзян-Тангауровского кантона Малой Башкирии,
20 марта 1919 г. — 14 июня 1922 г. — в составе Бурзяно-Таналыкской волости Бурзян-Тангауровского кантона Автономной Советской Башкирской Республики,
14 июня 1922 г. — 5 октября 1922 г. — в составе Бахтигареевского сельсовета Бурзяно-Таналыкской волости Бурзян-Тангауровского кантона БАССР,
5 октября 1922 г. — 26 июня 1923 г. — в составе Бахтигареевского сельсовета Бурзяно-Таналыкской волости Зилаирского кантона БАССР,
1928 г. — 20 августа 1930 г. — в составе Баймурзинского сельсовета Таналыкской волости Зилаирского кантона БАССР,
20 августа 1930 г. — 20 сентября 1933 г. — в составе Баймурзинского сельсовета Баймак-Таналыкского района БАССР,
20 сентября 1933 г. — 1955 г. — в составе Баймурзинского сельсовета Баймакского района БАССР,
В 1952 году — деревня, входящая в Баймурзинский сельсовет, в 31 км от райцентра, в 6 км от центра сельсовета — д. Баймурзино и в 169 км от железнодорожной станции Магнитогорск.
с 1955 г. по 1981 г. — в составе Ишмухаметовского сельсовета Баймакского района БАССР.

## Население
В 1850 г. проживало сто человек, в 1859 г. — 92 (42 муж. пола и 50 жен. пола) в 15 дворах, в 1866 г. — 98 (47 м.п. и 51 ж.п.) в 15 дворах, в 1885 г. — 104 в 16 дворах, в 1891 г. — 103 (54 м.п. и 49 ж.п.) в 24 дворах, в 1900 г. — 112 в 22 дворах, в 1907 г. — 118 (63 м.п. и 55 ж.п.) в 28 дворах, в 1917 г. — 180 в 37 дворах, в сентябре 1925 г. — 127 человек в 24 дворах, в 1925 г. — 113 дворов, в 1928 г. — 165 в 40 дворах, в 1929 г. — 153 в 26 дворах, в 1930 г. — 160 в 30 дворах, в 1933 г. — 144 в 28 дворах (15 дворов — единоличники), в 1939 г. — 151 (78 м.п. и 73 ж.п.), в 1961 г. — 105 жителей, в 1969 г. — 73.